# Jagalan (Magersari)
Jagalan is een bestuurslaag in het regentschap Mojokerto van de provincie Oost-Java, Indonesië. Jagalan telt 2926 inwoners (volkstelling 2010).